# Ilha Anticosti
A ilha Anticosti (em inglês:  Anticosti Island, em francês:  Île d'Anticosti) é uma ilha rochosa e coberta por bosques no  golfo de São Lourenço, no Canadá. Com os seus 79231 km² de área, ocupa o posto 90 entre as maiores ilhas do mundo. Do lado norte, a ilha Anticosti está separada do restante território do Quebec pelo estreito de Jacques Cartier e, pelo lado sul, da península Gaspé pelo estreito de Honguedo. O seu maior lago é o lago Wickenden, que alimenta o rio Júpiter.
Apesar do seu grande tamanho (217 km de comprimento e entre 16 e 48 km de largura), Anticosti está muito pouco povoada: 264 habitantes em 1991, localizados na sua maior parte na aldeia de Port-Menier, no extremo ocidental da ilha. Muitos dos habitantes executam tarefas relacionadas com a conservação dos numerosos faróis erigidos pelo governo do Canadá. A costa é perigosa; os mais de 400 naufrágios contabilizados tornaram Anticosti merecedora do nome de "cemitério do São Lourenço". Os dois únicos portos são Ellis Bay e Fox Bay.
Anticosti foi descoberta em 1534 pelo explorador francês Jacques Cartier e recebeu o nome de Assomption ("Assunção"). Posteriormente, foi outorgada a Louis Jolliet pelo rei Luís XIV como recompensa por ter descoberto o rio Mississípi, e permaneceu na família Joliet até 1763, quando foi cedida por França à colónia de Terra Nova. O Canadá recuperou a ilha em 1774. En 1895, Anticosti foi comprada pelo endinheirado chocolateiro francês Henri Menier, que tratou de convertê-la numa grande reserva para a caça e a pesca. Menier introduziu várias espécies, como os cervos, além de explorar os recursos naturais como a madeira e os minerais.
Em 2001, foi criado o Parque Nacional de Anticosti, com 572 km² de área.
Nos dias de hoje, Anticosti recebe entre 3000 e 4000 caçadores cada ano.